# Montagnac-la-Crempse
Montagnac-la-Crempse (okzitanisch: Montanhac de Cremsa) ist eine französische Gemeinde mit 391 Einwohnern (Stand: 1. Januar 2022) im Département Dordogne in der Region Nouvelle-Aquitaine (vor 2016 Aquitanien). Sie gehört zum Arrondissement Périgueux und zum Kanton Périgord Central. Die Einwohner werden Montagnacois genannt.

## Geographie
Montagnac-la-Crempse liegt etwa 14 Kilometer nordnordöstlich des Stadtzentrums von Bergerac im Süden des Départements Dordogne im Périgord. Umgeben wird Montagnac-la-Crempse von den Nachbargemeinden Villamblard im Norden, Douville im Nordosten und Osten, Campsegret im Südosten und Süden, Saint-Julien-de-Crempse im Süden und Südwesten sowie Beleymas im Westen.

## Bevölkerungsentwicklung
| Jahr                       | 1962 | 1968 | 1975 | 1982 | 1990 | 1999 | 2007 | 2019 |
| 444                        | 448  | 409  | 365  | 363  | 381  | 385  | 385  | 410  |
| Quellen: Cassini und INSEE |      |      |      |      |      |      |      |      |

## Sehenswürdigkeiten
- Kirche Saint-Martin aus dem 12. Jahrhundert
- Kapelle Sainte-Marie aus dem 12. Jahrhundert
- Kartause von Le Claud
- Kartause von La Freunie
- Kartause von Gardonne aus dem 17. Jahrhundert
- Herrenhaus La Bertinie aus dem 15. Jahrhundert
- Herrenhaus Leygonie aus dem 15. Jahrhundert, im 18. Jahrhundert umgebaut
- Herrenhaus von Sainte-Marie aus dem 18. Jahrhundert

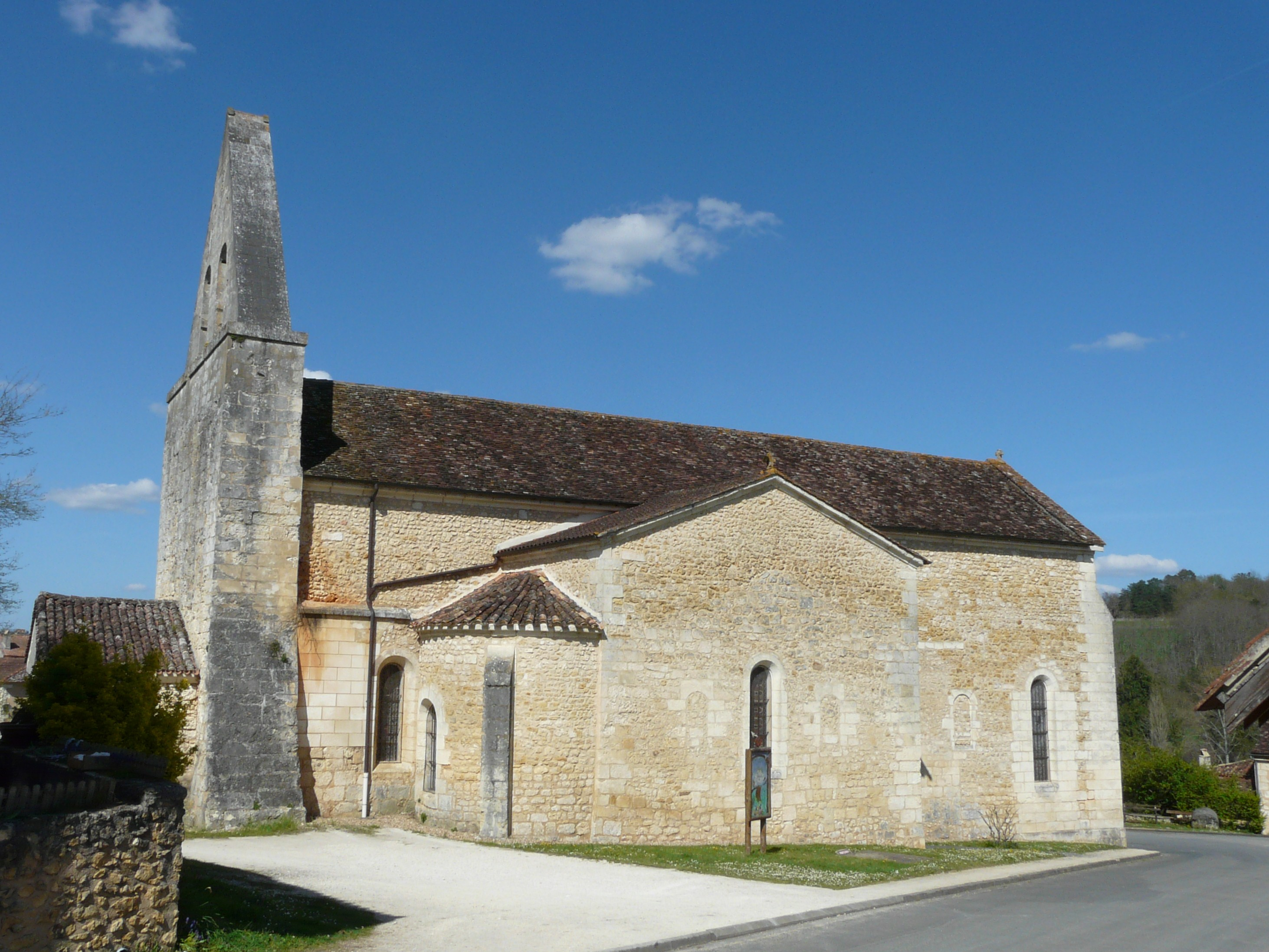
Kirche Saint-Martin